# Great Packington
Great Packington est un village et une paroisse civile du Warwickshire, en Angleterre.

## Géographie
Great Packington est une paroisse rurale du Warwickshire, un comté des Midlands de l'Ouest. Elle se situe dans le nord de ce comté, à 5 km au sud de Coleshill et à une quinzaine de kilomètres à l'est du centre-ville de Birmingham. La Blythe (en), un affluent de la Tame, coule dans l'ouest de la paroisse. La route A45 (en) passe au sud.
Au Moyen Âge, Great Packington relève du hundred de Hemlingford (en). Après l'abandon du système des hundreds, elle est rattachée au district rural de Meriden (en) de 1894 à 1974, puis au district non métropolitain du North Warwickshire depuis 1974.
Pour les élections à la Chambre des communes, Great Packington appartient à la circonscription de North Warwickshire.

## Histoire
D'après le Domesday Book, le manoir de Packington est détenu en 1086 par Thorkil ou Turchil de Warwick, fils du shérif Æthelwine. Le tenancier est un autre fils d'Ælfwine, Guthmund ou Godmund. Le village de Packington compte alors 15 habitants et ses 4 hides de terres arables fournissent à leur seigneur un revenu annuel de 1 livre et 10 shillings. La propriété du manoir se transmet aux comtes de Warwick, tandis que la tenure est acquise par le prieuré (en) d'augustins fondé à Kenilworth par le baron anglo-normand Geoffrey de Clinton.

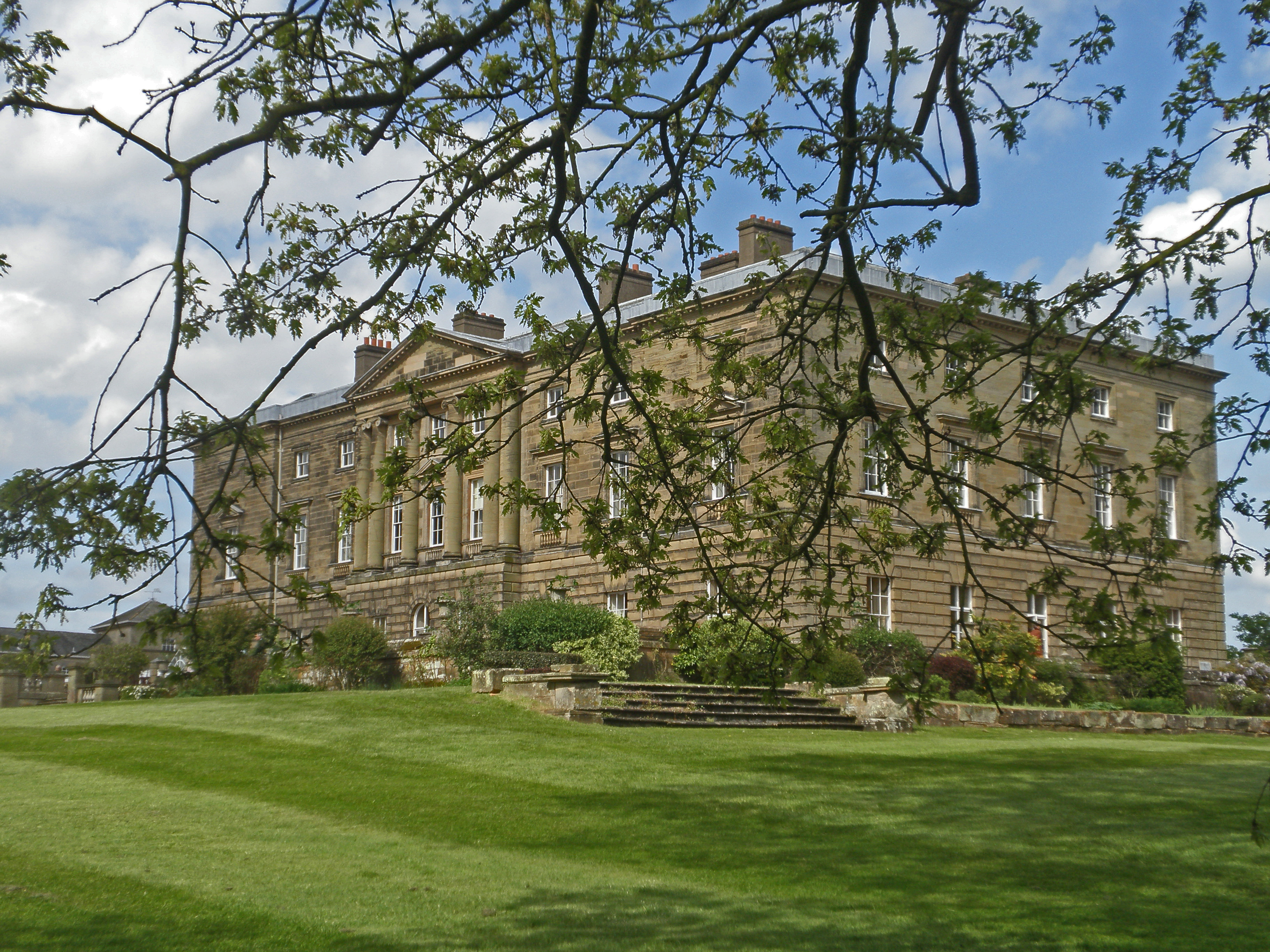
Packington Hall.

Le manoir de Packington reste au prieuré de Kenilworth jusqu'au début du XVIe siècle. Peu avant la fermeture de leur abbaye lors de la dissolution des monastères, les moines de Kenilworth le remettent à un certain William Wheeler. Il passe ensuite à John Fisher et se transmet parmi ses descendants avec le manoir voisin de Little Packington jusqu'à l'extinction de la lignée masculine des baronnets Fisher (en), au début du XVIIIe siècle. À travers le mariage de l'héritière Mary Fisher (1690-1740) avec Heneage Finch (1683-1757), il devient la propriété des comtes d'Aylesford (en).

## Démographie
Au recensement de 2011, la paroisse civile de Great Packington compte, avec celle de Little Packington, 179 habitants.
| Année | Population |
| ----- | ---------- |
| 1801  | 315        |
| 1811  | 311        |
| 1821  | 351        |
| 1831  | 334        |
| 1841  | 340        |
| 1851  | 301        |
| 1881  | 239        |
| 1891  | 223        |
| 1901  | 203        |
| 1911  | 198        |
| 1921  | 207        |
| 1931  | 176        |
| 1951  | 202        |
| 1961  | 168        |
| 2011  | 179        |

## Culture locale et patrimoine

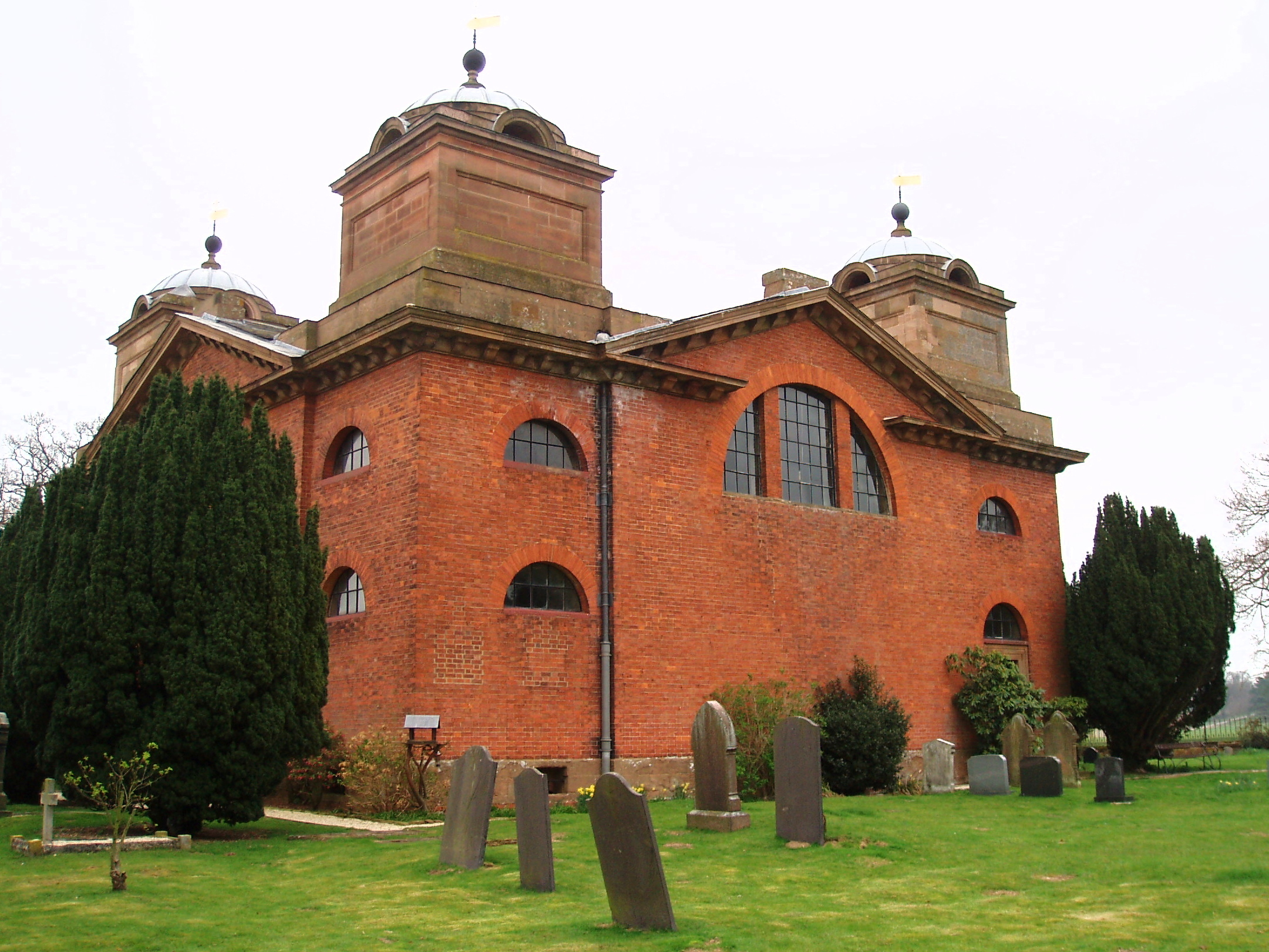
L'.

Le manoir de Packington Hall, fondé au XVIe siècle, est reconstruit en 1693 pour le baronnet Clement Fisher. Après avoir été acquis par les comtes d'Aylesford, il est à nouveau agrandi et reconstruit entre 1766 et 1772 pour le compte du troisième comte, Heneage Finch, qui fait appel à l'architecte Matthew Brettingham. Le parc du manoir est rénové dans les années 1760-1770 en suivant les plans du paysagiste Capability Brown. Le manoir et ses jardins constituent tous deux des monuments classés de grade II*,.
L'église paroissiale de Great Packington (en) est dédiée à saint Jacques. Ce bâtiment en briques rouges est construit en 1789 pour Heneage Finch, quatrième comte d'Aylesford, sur des plans de l'architecte d'origine italienne Joseph Bonomi l'Ancien. C'est un monument classé de grade I depuis 1961.